# Jastrzębia Czubka
Jastrzębia Czubka (słow. Jastrabia kôpka) – niewybitna turnia położona w Jastrzębiej Grani w słowackiej części Tatrach Wysokich. Jest jednym z dwóch wzniesień znajdujących się na odcinku pomiędzy Jastrzębimi Kopiniakami na zachodzie a Jastrzębią Turnią na wschodzie. Od Skrajnego Jastrzębiego Kopiniaka oddziela ją bardzo płytki Jastrzębi Karbik, natomiast od Jastrzębiego Kopiniaczka oddzielona jest Jastrzębimi Wrótkami.
Jastrzębia Grań oddziela Dolinę Jagnięcą od Doliny Jastrzębiej. Ściana południowa Jastrzębiej Czubki opada do Doliny Jastrzębiej i jest bardzo urwista. Położona jest w niej prawa część Kopiniakowej Pościeli, zaś niżej przecina ją ukosem Kopiniaczkowa Drabina.
Na Jastrzębią Czubkę, podobnie jak na inne obiekty w Jastrzębiej Grani, nie prowadzą żadne znakowane szlaki turystyczne. Najdogodniejsze drogi dla taterników wiodą na szczyt granią z obu stron, przejście ściany południowej jest natomiast skrajnie trudne (VI w skali UIAA).
Pierwsze wejścia:
- letnie – Gyula Fehér, Ede Hruby i Jenő Serényi, 16 lipca 1905 r.,
- zimowe prawdopodobne – Andor Biber, Hugó Kierer, János Szabó i Géza Virág, 26 grudnia 1910 r.,
- zimowe pewne – Jadwiga Honowska, Zofia Krókowska i Jan Alfred Szczepański, 5 kwietnia 1928 r.[2]